# Burg Laubenbergerstein

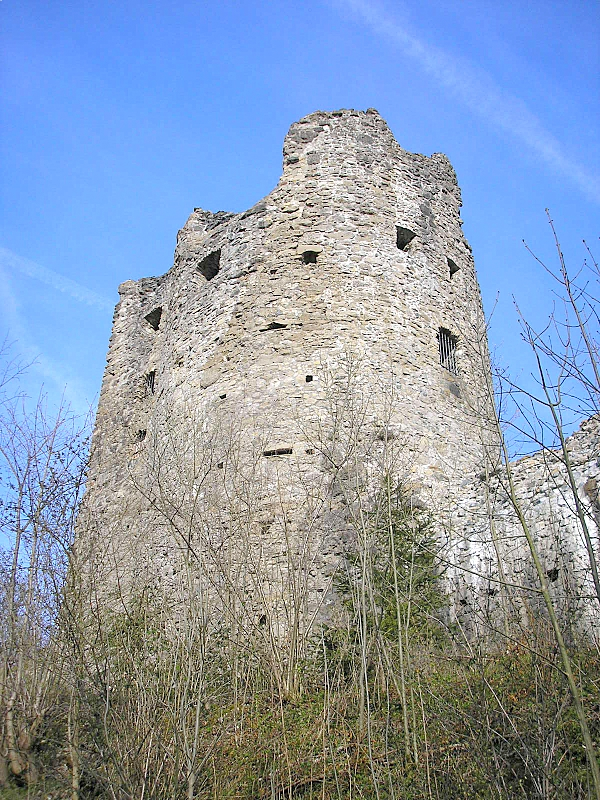
Der sanierte Artilleriedonjon von Südwesten

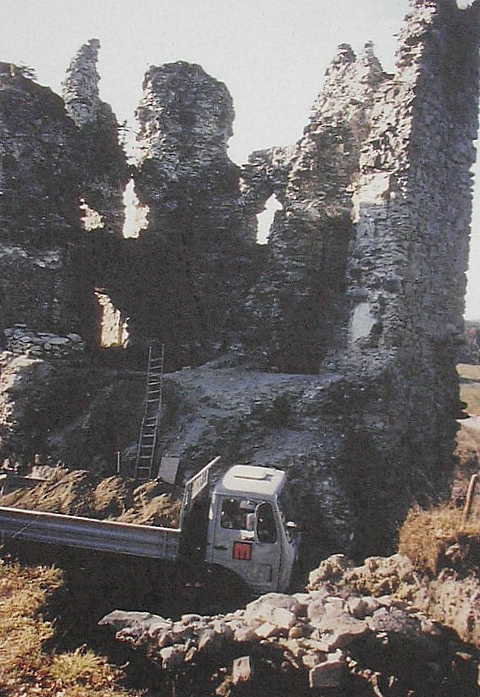
Der Donjon zu Beginn der Rekonstruktionsmaßnahmen

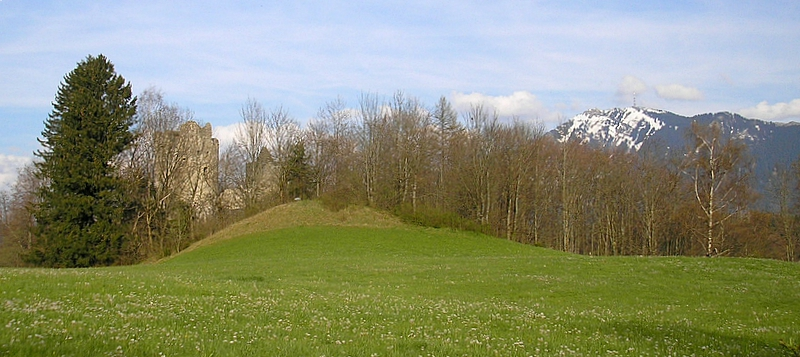
Ansicht von Westen mit dem Grünten (rechts)

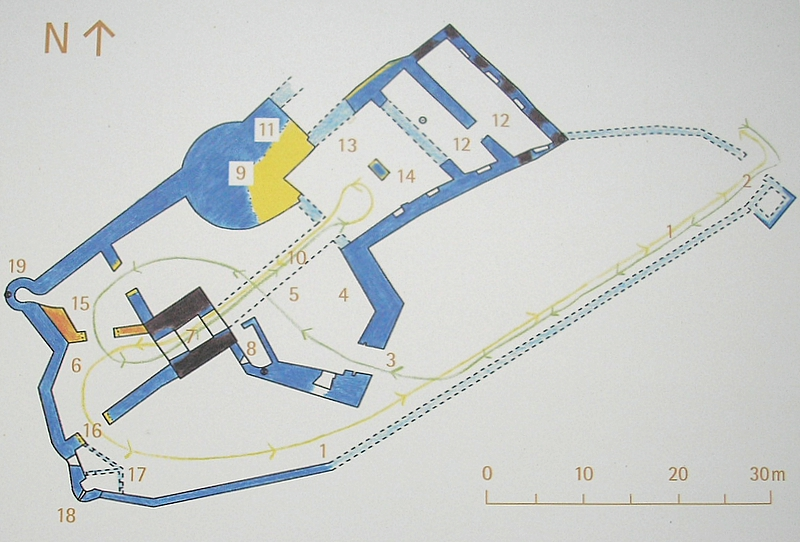
Grundriss auf der Infotafel am Artillerieturm

Die Ruine der hoch- bis nachmittelalterlichen Burg Laubenbergerstein (auch Burg Laubenberg-Stein genannt) liegt etwa einen Kilometer nördlich von Immenstadt im Allgäu in Bayern auf einem bewaldeten Hügel über der Iller südwestlich des Ortsteiles Stein im Allgäu. Die Anlage wurde ab 1977 durch den Heimatverein Immenstadt saniert und teilweise wiederaufgebaut.

## Geschichte
Die Höhenburg wurde wohl bereits im 12. Jahrhundert durch die Bischöfe von Augsburg begründet und mit einem Ministerialen besetzt. Wahrscheinlich sollte die Befestigungsanlage den wichtigen Illerübergang und die dazugehörige Zollstation schützen.
1241 erscheint ein Heinrich von Laubenberg zu Laubenbergerstein in einer Schriftquelle. Das Geschlecht der Herren von Laubenberg diente im 14. Jahrhundert auch den Klöstern St. Gallen und Reichenau. Die Stammburg der Familie war die Burg Alt-Laubenberg bei Grünenbach im Westallgäu.
Die Herren von Laubenberg übten als Dienstleute des Hochstiftes Augsburg ursprünglich nur die niedere Gerichtsbarkeit in ihrem Herrschaftsbezirk aus. 1446 verlieh der römisch-deutsche König und spätere Kaiser Friedrich III. dem Kaspar von Laubenberg jedoch die hohe Gerichtsbarkeit. Die Veste wurde deshalb 1449 mehrmals von den Knechten des verärgerten Grafen Hugo von Montfort überfallen und geplündert. Graf Hugo residierte auf der nahen Doppelburg Rothenfels-Hugofels empfand die Standeserhöhung der Laubenberger offenbar als Provokation. Zudem soll damals Isald von Syrgenstein, die Witwe des Hans von Laubenberg die Bürgerrechte der nahen Reichsstadt Kempten erworben haben. Der Montforter lag zu dieser Zeit mit der Stadt in Fehde. Ursprünglich lebten die Laubenberger mit den Grafen in guter Nachbarschaft. Walter von Laubenberg auf Stein war zwischen 1400 und 1404 sogar als Vogt auf dem Rothenfels eingesetzt. 
Kaspar von Laubenberg, der sehr wohlhabende Sohn Isalds  begann nach den Angriffen ab 1450 mit dem Großausbau Laubenbergersteins. Die Burgansicht wird seitdem von dem mächtigen Artilleriedonjon beherrscht, der ab 1977 saniert und teilweise wiederaufgebaut wurde.
Während des Deutschen Bauernkrieges besetzten die Aufständischen 1525 die Burg und entwendeten mehrere Geschütze und Feuerwaffen, darunter einige Hakenbüchsen.
1559 verließen die Laubenberger die Höhenburg und bezogen ihr neu erbautes Schloss in Rauhenzell. 1588 wurde die Familie in den Reichsfreiherrenstand erhoben. In einer Quelle aus dem Jahr 1629 wird die Burganlage bereits als Teilruine bezeichnet. Damals bemängelte das Hochstift den Zustand der Burg und beauftragte den Fluhensteiner Amtmann Straub mit der Inspektion. Die Wirren des Dreißigjährigen Krieges dürften die anschließend geforderte Instandsetzung des bischöflichen Lehens wohl verhindert haben. 
Ab 1641 verkaufte Margaretha von Laubenberg die Dachziegel und leitete so den vollständigen Verfall ein. 1647 zog das Hochstift das Lehen nach dem Aussterben der Linie Alt-Laubenberg ein. Der Familienzweig auf Laubenbergerstein war bereits 1629 erloschen. Zwischen 1667 und 1806 war die Ruine im Besitz der Freiherren Pappus von Tratzberg. Das Jahr 1806 brachte den Übergang an Bayern. Der Staat gab die Anlage jedoch bald wieder an die Freiherren zurück. Als dieses Geschlecht 1934 ausstarb, kam die Burg an die Freiherren von Lerchenfeld.
1977 erwarb der Heimatverein Immenstadt die Ruinen und begann unter Beteiligung der Stadt Immenstadt mit der Restaurierung. Damals waren auf dem stark überwachsenen Burggelände größtenteils nur noch relativ niedrige Mauerzüge und Fundamente auszumachen. Stark gefährdet waren auch der hohe Westteil des Geschützturmes und das Haupttor im Osten. 
Seit 2013 sind immer wieder Mitglieder der "Laubenberger Ritter" in historischer Gewandung auf der Burg anzutreffen und unterstützen den Heimatverein tatkräftig beim Erhalt der Burg und versuchen, den Besuchern das mittelalterliche Leben näher zu bringen.

## Beschreibung
Die Burganlage wurde auf einem freistehenden, niedrigen Felsstock an der Iller angelegt. Der heutige Burgweg zieht von Süden um die Burganlage und mündet im Osten in das mächtige Haupttor („Bollwerk“). Ursprünglich scheint die Auffahrt im Norden gelegen zu haben. Der Weg führte anschließend relativ steil durch den heute größtenteils verschütteten Halsgraben auf das Vorburgplateau. Durch zwei weitere Torbauten gelangte man zu einem quadratischen Torturm, hinter dem eine Holzbrücke den Halsgraben vor der Hauptburg überspannte. Der Torturm war wohl ursprünglich der Bergfried der hochmittelalterlichen Burg.
Am westlichen Burgrand erhebt sich der heute weitgehend rekonstruierte mächtige spätmittelalterliche Geschützturm. Im 17. Jahrhundert verband ein hölzerner Gang den großen Turm mit dem kleineren Torturm. Hinter einem kleinen Hof, in dem eingefahrene Karren wenden konnten, lag der Palas, dessen Obergeschosse in Fachwerkbauweise ausgeführt waren.
Im Osten war der Burg noch eine Zwingeranlage mit einem nördlichen Außentor vorgelagert. Die Mauerzüge dieses Zwingers sind nahezu vollständig abgegangen. Ein kurzer, unsanierter Rest hat sich mit einem halbrunden Schalenturm im Südosten erhalten. 
Die kleine Burgkapelle lag südöstlich des Torturmes über dem Haupttor und stürzte später weitgehend in den Halsgraben ab. Ein spätgotischer Altarflügel aus der Kapelle wird im Schloss Rauhenzell aufbewahrt. 
Das Erscheinungsbild der Burgruine wird heute weitgehend von den Sanierungs- und Rekonstruktionsmaßnahmen des Immenstädter Heimatvereins geprägt. Um 1975 fehlten noch die gesamte Ostseite des Geschütz- und der Oberteil des Torturmes. Auch die sonstigen Mauerzüge und Toranlagen wurden saniert und teilweise aufgemauert. Die Maßnahmen erfolgten anfangs etwas willkürlich und orientierten sich nicht immer am historischen Originalzustand. Zusammen mit der mittelfränkischen Burg Treuchtlingen galt die Ruine deshalb einigen Burgenkundlern lange als Musterbeispiel einer missglückten Burgsanierung.  Seit 1998 werden die Arbeiten wissenschaftlich begleitet und wesentlich behutsamer durchgeführt.
Die gesamte Burganlage wurde aus dem anstehenden Nagelfluhgestein, Sandbruchsteinen und Bachgeröllen mit Fachwerkaufbauten errichtet. Trotz des kleinen Verbotsschildes am Burgaufgang ist das Gelände frei zugänglich und gefahrlos zu besichtigen.
Der Geschützturm
Der mächtige Artillerieturm an der Westseite entstand ab 1450, nachdem angeblich 200 Reisige des Grafen Hugo XIII. von Montfort die Burg 1449 überfallen und geplündert hatten. Der Graf bewohnte die etwa zwei Kilometer westlich gelegene Doppelburg Rothenfels-Hugofels, deren wenige Überreste heute dringend einer Sicherung bedürfen. Die Ostseite des Donjons ist nahezu vollständig rekonstruiert. Einige Artilleriescharten mit Sandsteingewänden durchbrechen die Mauerschale. Der Turm kann zu besonderen Anlässen und auf Nachfrage bestiegen werden.